# کوامبا، موزامبیک
کوامبا (به لاتین: Cuamba) یک منطقهٔ مسکونی در موزامبیک است که در Cuamba District واقع شده‌است.
 کوامبا  ۷۹,۰۱۳ نفر جمعیت دارد.